# История Чили
История Чили начинается со времён заселения региона около 500 лет тому назад. В XVI веке началось завоевание и подчинение территорий нынешнего Чили испанскими конкистадорами, в XIX веке чилийский народ завоевал независимость от колониальной власти. Дальнейшее развитие Чили вплоть до Второй мировой войны предопределялось первоначально добычей селитры и несколько позже меди. Наличие богатых месторождений полезных ископаемых привело к значительному экономическому росту Чили, но также и к сильной зависимости от соседних государств и даже к войнам с ними. В 1970 году в Чили президентом стал социалист Сальвадор Альенде, начавший радикальные социально-экономические преобразования страны. Путч генерала Аугусто Пиночета 11 сентября 1973 года положил начало 17-летней диктатуре в стране и привёл к радикальным рыночным реформам в экономике. Начиная с 1988 года Чили возвращается на демократический путь развития.

## История Чили до 1520 года

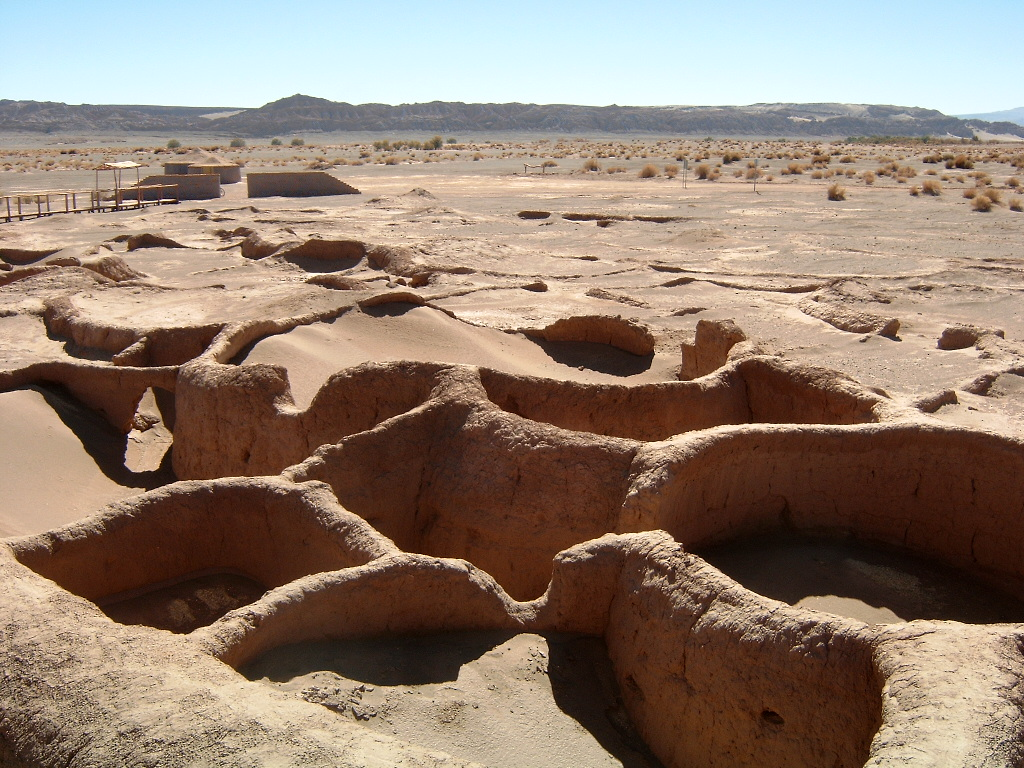
Поселение Тулор (800 до н. э. — 1100)

Около 30 000 лет до нашей эры первые переселенцы проникают на территорию Америки через Берингов пролив. Оттуда заселение постепенно распространяется на юг, пока наконец в 10 тысячелетии до н. э. не была достигнута крайняя южная точка Южной Америки — Огненная Земля.
На жилом участке в городе Осорно в местонахождении Пилауко нашли самый древний след человека в Южной Америке возрастом около 15,6 тыс. лет. След принадлежал взрослому человеку массой около 70 кг, который, скорее всего, относился к ихновиду Hominipes modernus. Возраст памятника Монте-Верде определён в 14,5 тыс. лет назад.
Первыми поселенцами на территории нынешнего Чили были кочевые индейцы мапуче, заселившие около 13 000 лет до н. э. плодородные долины Анд и оазисы нагорья пустыни Атакамы. Неблагоприятные климатические условия и особенно экстремальная засушливость пустыни Атакамы стояли на пути к более плотному заселению региона.
Примерно с 8000 до 2000 годы до н. э. в Вале де Арика (Valle de Arica) существовала культура чинчорро (Chinchorro), во времена которой начали производить первые известные человечеству мумифицирования усопших. Около 2000 лет до н. э. на Великом севере начало постепенно развиваться сельское хозяйство и животноводство. Около 600 года н. э. полинезийские народы заселили остров Пасхи, период расцвета которых наступил через последующие 400 лет и которыми были созданы знаменитые моаи.
До появления испанцев территорию нынешнего Чили населяли также и многочисленные другие этносы: чангос, атакаменос и аймара жили на севере Чили между реками Лаука и Копьяпо. Далее к югу до реки Аконкагуа территории были заселены диагутами. Представители вышеупомянутых четырёх этносов занимались рыболовством, сельским хозяйством, охотой и ремеслом, вели между собой торговлю и жили племенными и семейными общинами. К юго-востоку от фьорда Релонкави Кордильеры были заселены чикуилланес и пойяс, которые занимались охотой и собирательством. На крайнем юге страны вплоть до Магелланова пролива селились чонос и алакалуф, на Огненной Земле жили алакалуф, ямана, селкнам и хауш.
С приходом к власти 10-го Инки Тупака Юпанки в 1471 году, инки начали продвигаться вглубь Чили. Во времена его правления к 1493 году инки захватили территории до реки Мауле к югу от Курико (Curicó). Здесь они наталкивались на массивное сопротивление индейцев мапуче, так что дальнейшее продвижение вперёд на юг стало невозможным. Власть инков распространялась практически на всех коренных жителей севера, так, к примеру, инки принудили племя пенуче к барщинному труду. Вблизи Сан Педро де Атакама инки воздвигли крепость Пукара-де-Китор (Pukara de Quitor), основой для которой послужило укрепление атакаменос. Здесь в 1540 году произошла битва с вторгшимися испанцами.
К началу XVI века численность индейцев Чили составляла около 1 миллиона человек. Коренное население находилось на стадии родового строя с преобладанием общинного землевладения. У арауканов, наиболее развитых и воинственных племён, происходил переход от матриархата к патриархату.

## Испанское заселение

### Конкистадоры

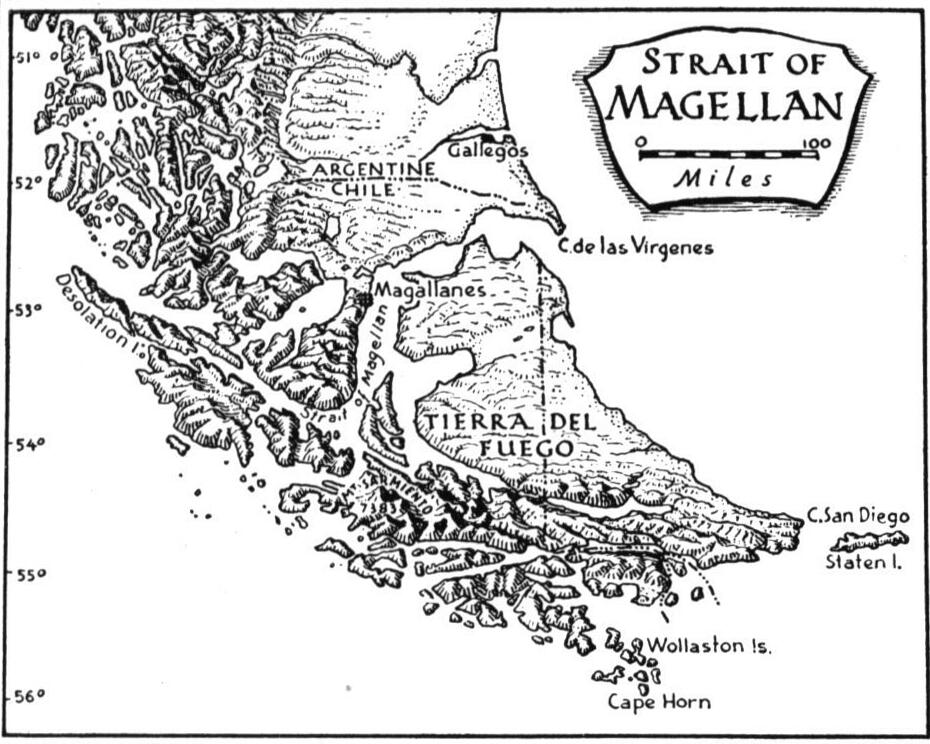
Магелланов пролив

Первым европейцем, ступившим на чилийскую землю, был Фердинанд Магеллан в 1520 году, высадившийся в районе нынешнего Пунта-Аренас и чьим именем был назван Магелланов пролив. В 1533 году испанские войска при Франсиско Писарро без особых усилий захватывали богатство инков, но тем не менее так и не решались продвинуться на ограждённую пустыней Атакама и цепью Анд территорию нынешнего Чили.

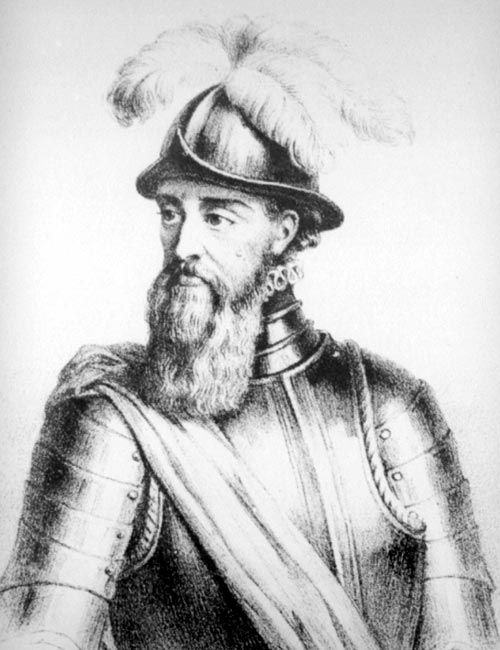
Франсиско Писарро

Первыми европейцами, которые достигли Nueva Toledo сухопутным способом, были Диего де Альмагро и его сопровождение, которые в 1535 году отправились из Куско в Перу в поисках золота, но так и не смогли его найти. 4 июня 1536 года Диего де Альмагро достиг долины Копьяпо и отправил сопровождавшего его Гомеса де Альварадо дальше в направлении юга. На всём протяжении пути до реки Мауле им не было оказано никакого сопротивления. Но у Рио Итата они столкнулись с индейцами мапуче и ввязавшись в тяжёлые бои, были вынуждены отступить. Между Писарро и Альмагро произошёл конфликт, который со временем всё обострялся и обретал характер войны. Кульминационным моментом этого конфликта стало убийство Альмагро в 1538 году и Писарро в 1541 году.

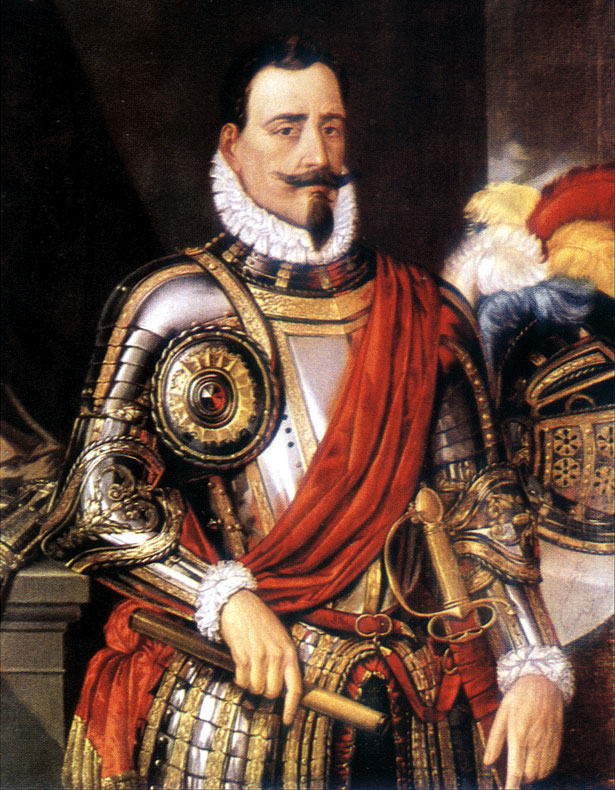
Педро де Вальдивия

В 1540 году офицер из подчинения Писарро, — Педро де Вальдивия — отправился в сопровождении сотни солдат и искателей приключений из Перу в Чили. Там, несмотря на сопротивление индейцев мапуче, он основал первые европейские поселения. По мере своего продвижения он основывал поселения: Сантьяго, Ла-Серена и Вальпараисо, которые одновременно служили укреплениями. Вскоре индейцы начали оказывать активное сопротивление. Уже в сентябре 1541 года они совершили нападение на Сантьяго. Испанцам необходимо было сражаться против 20 000 мапуче. И только благодаря смекалке Инес де Суарес (возлюбленной Педро де Вальдивии) испанцы чудом смогли избежать поражения и обратить в паническое бегство индейцев.

### Война мапуче

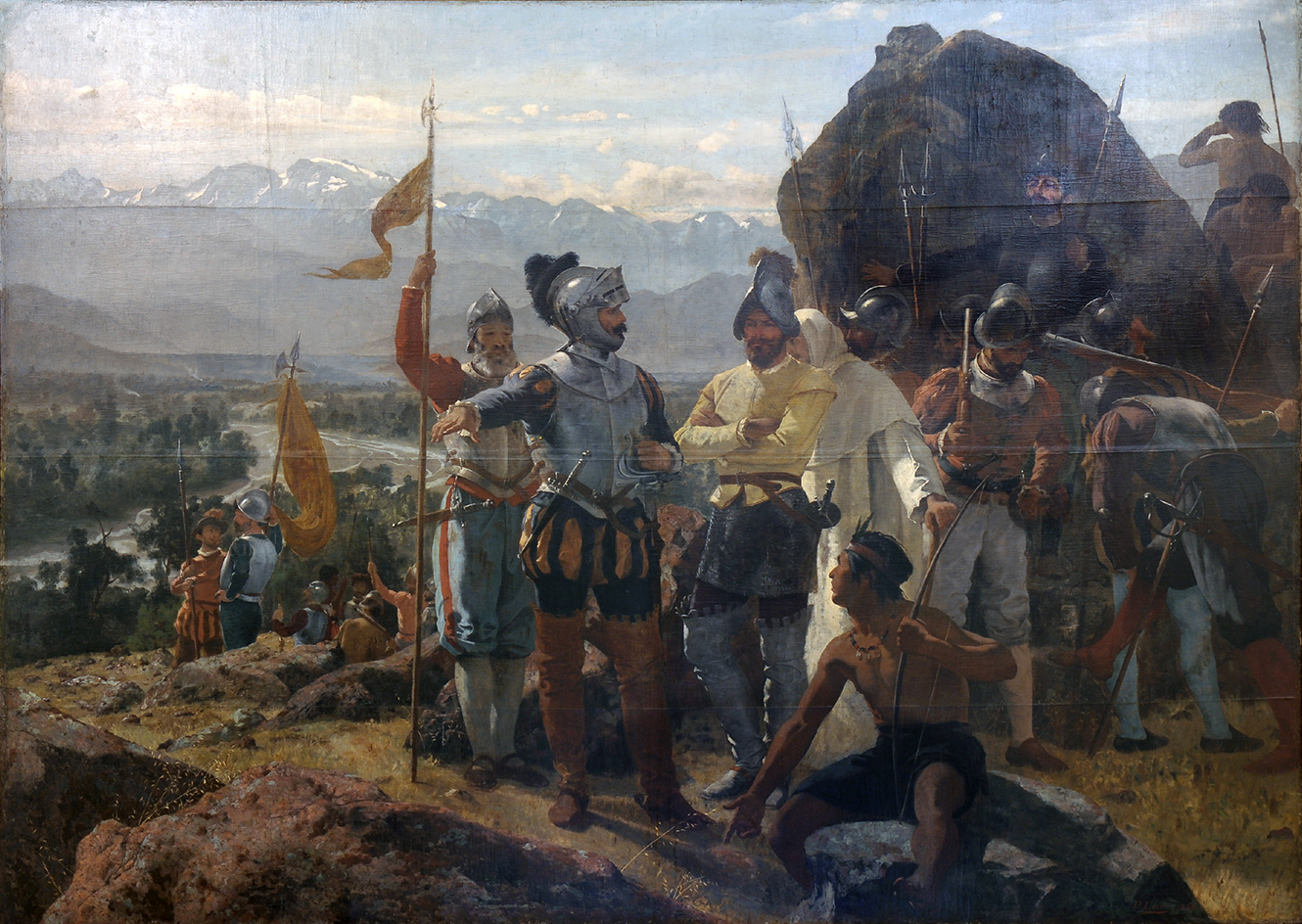
Основание Сантьяго

Испанцы продолжали расширять свои владения на юге: в 1550 году ими был основан город Консепсьон и в 1552 году — город Вальдивия. Под руководством предводителя Лаутаро мапуче оказывали ожесточённое сопротивление. Осенью 1553 года они разбили испанцев при форте Тукапель и убили Педро де Вальдивия; предполагается, что он был взят в плен индейцами и они заставили его пить жидкое золото. Большинство построенных испанцами городов были разрушены индейцами.
Вскоре губернатором Чили стал Гарсия Уртадо де Мендоса, который начал безжалостное преследование индейцев мапуче. По его приказу Франсиско де Вильягра начал военный поход против индейцев. 26 февраля 1554 года испанцы потерпели сокрушительное поражение в битве при Мариуэнью. После этого мапуче удалось разрушить значительную часть испанских поселений. После того как пал Консепсьон, мапуче двинулись в 1555 году на Сантьяго де Чили. Однако же после разгрома крепости Петероа индейцы неожиданно прекратили наступательные действия, предполагая, что испанцы предпримут массивное контрнаступление. Коменданту крепости Империал Педро де Вильяграну удалось в результате неожиданного для индейцев ночного наступления убить предводителя мапуче Лаутаро 1 августа 1557 года.

### Подать Сантильана
Фернандо де Сантильан являлся автором известной «Подати Сантильана» (Tasa de Santillán), внедрённой в 1558 году в Чили — это были первые законы, регулировавшие отношения между испанцами и мапуче. Они были установлены из-за большого уменьшения населения от миграций и плохого обращения испанцев с индейцами.
Подать состояла в системе миты и заключалась в обязательстве касика группы индейцев посылать одного из шести индейцев на рудники и шахты, и каждого пятого на сельскохозяйственные работы. От работ освобождались женщины и лица не достигшие 18 лет и старшие 50 лет, и устанавливалось, что индейцев содержали энкомендеро, которые должны были лечить их от болезней, заботиться об обращении их в христианство, не обращаться с ними как со зверьми, и не принуждать их к работам по воскресеньям и праздникам. Утверждалось существование системы алькальдов на шахтах, обязанных присматривать за дисциплиной промывателей золота.
4 июня 1559 года Фернандо вынес постановление о добром правлении, замирении и защите Чили.

### Эрсилья-и-Суньига
Описанием военных походов 1557—1559 годов своего начальника Гарсиа Уртадо де Мендоса должен был заняться испанский писатель Алонсо де Эрсилья-и-Суньига. Однако в своей поэме «Араукана» писатель представил произошедшие события совершенно иначе, чем ожидал от него генерал: он клеймил жестокость конкистадоров, порицал их жажду власти и золота и выставлял на передний план героизм и мужество местных жителей — арауканов. Центральным персонажем романа стал главарь мапуче Кауполитан, который был жестоко убит в 1558 году испанцами.
16 декабря 1575 года Вальдивию потрясло очень сильное землетрясение, сила которого соразмерна с одним из самых крупных известных землетрясений 22 мая 1960 года. Землетрясение вызвало земляные оползни, которые преградили исток озера Риньиуэ. Четыре месяца спустя, после того как под напором воды прорвалась образовавшаяся в результате оползней дамба, город был затоплен. Администратор города и хронист Чили Педро Мариньо де Лобера оказал значительную поддержку в воссоздании города и помощи жертвам катастрофы.

### Результаты войны
В 1597 году военным предводителем мапуче был избран Пелентаро, который развернул массивные наступления на города Вальдивия и Осорно, а также на многие другие города вблизи Араукании. В 1599 году Вальдивия была захвачена мапуче, после чего испанцы потеряли власть над городом на несколько десятилетий. Губернатору Альфонсо де Рибера пришлось отвести испанские войска за реку Био-Био. В 1641 году между испанцами и мапуче был заключён Куиллинский мирный договор, согласно которому граница проходила по реке Био-Био. Но мирный договор продержался всего лишь несколько лет. Испанцы предпринимали постоянные попытки отвоевать потерянные территории, однако их попытки большими успехами не увенчались. В 1770 году испанская армия была наголову разбита пуенчами и различными отрядами мапуче. Только более чем через 100 лет чилийским и аргентинским войскам в 1881 году снова удалось отвоевать территории мапуче и пехуенче. Этот 300-летний конфликт называют Арауканской войной. Отголоски конфликта ощутимы и по сей день. В 2000 году группа мапуче захватила бюро Европейского союза в Сантьяго-де-Чили в знак протеста против подела земли.

### Экономическое и общественное развитие
Поскольку месторождения золота и серебра в Чили были слишком рано истощены, к стране не привлекался особый интерес, и экономическое развитие происходило довольно медленно. Сельское хозяйство занимало первостепенную роль в экономике. Плодородные долины центрального Чили снабжали население севера продовольствием. В Чили прижились такие состоящие из патронажа и репрессий системы, как изначально гасьенда и впоследствии энкомьенда, при этих системах с туземцами (indígenas)фактически обходились как с рабами. Расовое разделение распространялось также и на метисов и африканских рабов, которым также запрещалось жить в селениях индейцев.
В 1578 году Фрэнсис Дрейк по указанию английской короны разграбил порт Вальпараисо и предпринял безуспешную попытку нападения на Ла Серену. В ходе последующих столетий пираты постоянно нападали на Чили. Развитие страны предотвращалось наряду с нападениями индейцев также и природными катаклизмами: мощными цунами, извержениями вулканов и землетрясениями. Многие города были полностью разрушены, как например, Вальдивия в 1575 г. и Консепсьон в 1570 и 1751 годах. 13 мая 1647 года на Сантьяго де Чили обрушилось мощное землетрясение, унеся жизни 12 000 жителей. В 1730 и 1783 годах город вновь потрясли сильнейшие землетрясения. Между 1598 и 1723 годами колониальному господству Испании мешали английские искатели лёгкой добычи, а также голландские торговцы и пираты.
В 1704 году выживший в кораблекрушении шотландский моряк Александр Селькирк оказался совершенно один в течение четырёх лет на одном из островов в архипелаге Хуана Фернандеса. Его история и личность послужили прототипом романа Даниеля Дефо «Робинзон Крузо», написанного в 1719 году.

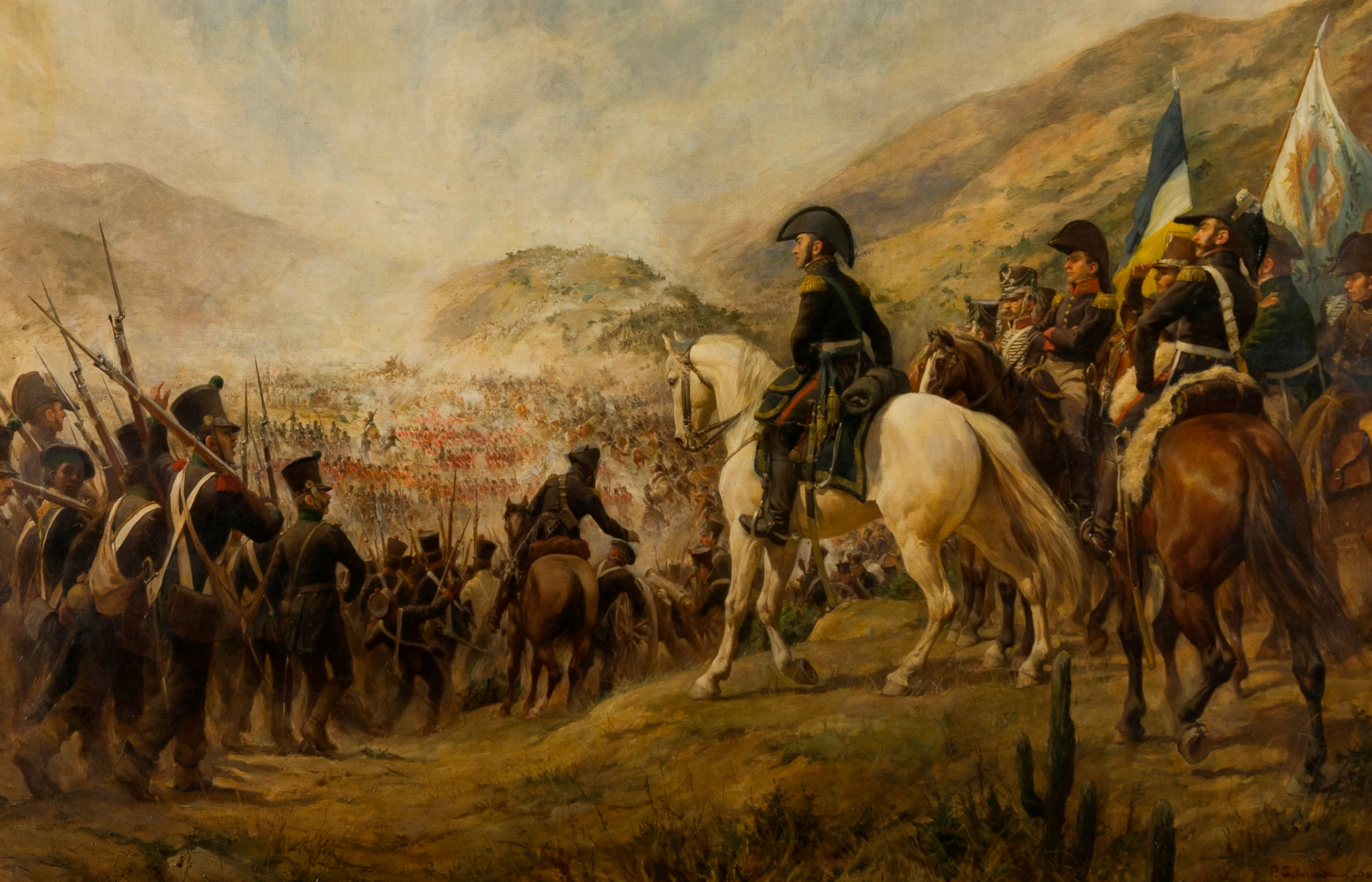
Битва при Чакабуко 1817 года

## Независимость
Колониальная власть Испании в 1808 году находилась под контролем Наполеона Бонапарта, который возвёл на испанский престол своего брата Жозефа.14 июля 1810 года чилийские креолы подняли восстание, сместили испанского губернатора и поставили на его место креольского аристократа. 18 сентября 1810 года (ныне национальный праздник — день национальной независимости Чили) был смещён генерал-капитан, а его функции переданы Национальной правительственной хунте (Junta de Gobierno) с собственными войсками. Однако хунта не смогла удержать контроль над страной, и в стране воцарилась анархия. Это привело к началу гражданской войны между верными королю роялистами и либеральными патриотами под предводительством Хосе Мигеля Каррера. Хунта не решалась на полный разрыв с Испанией, чего требовало радикальное крыло патриотов. В 1811 году создан национальный конгресс, но поскольку его большинство составляли происпанские элементы, один из руководителей войны за независимость Х. М. Каррера распустил конгресс и взял власть в свои руки; Каррера осуществил ряд мер по укреплению независимости страны. В то же время диктаторский режим Карреры привёл к междоусобной борьбе и ослабил лагерь патриотов. В 1812 году группа чилийцев из окружения диктаторского руководства братьев Каррера разработала конституцию, в которой предусматривалась независимость Чили при формальном господстве испанского короля. В 1813 году на смену Каррера пришёл глава армии патриотов Бернардо О’Хиггинс.
В ответ на это на Вальдивию двинулись испанские войска под руководством перуанского генерала Мариано Осорио, чтобы разбить патриотов. Как и во всех южноамериканских движениях за независимость, в первую очередь воевали друг против друга креолы. В битве при Ранкагуа 1 октября 1814 года чилийская освободительная армия под руководством Хосе Мигеля Каррера и Бернардо О’Хиггинса была разбита испанскими войсками, а её предводители спаслись бегством в Аргентину. Период с 1814 по 1817 год называют временем Реконкистадоров. При поддержке аргентинца Хосе де Сан Мартина реконкистадоры собрали совместную армию, чтобы сражаться против испанцев. Они перешли Анды и наголову разбили количественно превосходящую их армию испанцев в битве при Чакабуко 12 февраля 1817 года и вступили в Сантьяго. О’Хиггинс с февраля 1817 стал верховным правителем Чили.
12 февраля 1818 года Чили провозгласила свою независимость и через некоторое время, 5 апреля 1818 года патриоты достигли своей очередной знаменательной победы в битве при Майпу. В 1820 году чилийской флотилии во главе с Томасом Кохраном удалось отвоевать Вальдивию, но окончательная победа над испанцами состоялась лишь в 1826 году, когда были побеждены последние испанцы, бежавшие на остров Чилоэ.

## Чили с 1818 по 1917 год
В 1818 году принята конституция Чили, закрепившая республиканскую форму правления. В конституции декларировались буржуазные свободы, вся полнота исполнительной власти сосредоточивалась в руках верховного правителя О’Хиггинса. Чили начала устанавливать отношения с другими странами. В 1822 году Великобритания предоставила Чили первый заём в 5 млн песо, что явилось началом проникновения английского капитала в экономику Чили и усиления его влияния на политическую жизнь страны. Борьба О’Хиггинса против привилегий земельной олигархии и католической церкви, его попытки проведения прогрессивных реформ и ограничения влияния церкви вызвали недовольство феодально-клерикальных кругов. Обнародование новой конституции (октябрь 1822 года), направленной на демократизацию политического строя и ограничение привилегий аристократии, привело к дальнейшему обострению положения в стране. Под давлением оппозиции 28 января 1823 года О’Хиггинс сложил полномочия и был вынужден эмигрировать. В апреле 1823 года верховным правителем стал генерал Р. Фрейре, пытавшийся продолжать политику О’Хиггинса. Острая борьба за власть между различными группировками завершилась в 1830 году победой консерваторов, представлявших интересы землевладельческой олигархии и церкви, опиравшихся на иностранных капиталистов.
Большую роль в политической жизни страны в то время играл богатый коммерсант Диего Порталес, последовательный консерватор, выступавший за сильную власть крупных собственников и церкви с опорой на дисциплинированную армию. Политические взгляды Порталеса легли в основу конституции 1833 года. Конституция 1833 года, которая оставалась в силе до 1925 года, закрепила господство землевладельческой олигархии и церкви, и до 1875 года у власти находились консервативные правительства. По новой конституции в Чили вводилось централизованное управление: во главе страны стоял президент, обладавший самыми широкими полномочиями, включая право абсолютного вето. Избирательное право предоставлялось только мужчинам, умевшим читать и писать и удовлетворявшим требованиям имущественного ценза. Государственной религией было признано католичество, все другие религии были запрещены. В 1830—1840-е годы. появилось много новых национальных и иностранных предприятий. С развитием ремёсел и промышленности, особенно горной, увеличивалось число рабочих.
В 1836 году Боливия и Перу заключили договор о создании федерации. Правительство Чили восприняло этот договор как военную угрозу и предъявило ультиматум, требуя расторжения договора, а после отказа объявило войну. Этот шаг, предпринятый по инициативе Порталеса, вызвал недовольство военных, и в 1837 году Порталес стал жертвой политического убийства.
В годы правления президента Мануэля Бульнеса (1841—1851) была принята иммиграционная политика, имеющая целью заселение южного озёрного края. На севере разрабатывались медные рудники. Расширялась внешняя торговля, чему немало способствовало появление паровых судов. Народное образование развивалось быстрее, чем в других латиноамериканских странах. Министр образования в правительстве Бульнеса Мануэль Монт основал первое педагогическое училище в 1842, предложив возглавить его Доминго Фаустино Сармьенто, замечательному аргентинскому просветителю, впоследствии президенту Аргентины. В 1843 был основан Чилийский университет, ректором которого стал видный венесуэльский просветитель Андрес Бельо.
Прогрессивную деятельность Бульнеса продолжал его преемник на посту президента Мануэль Монтт. Во время его пребывания у власти велось строительство железных дорог, была проведена перепись населения. Прогресс в системе народного образования, влияние политических эмигрантов, в основном из Аргентины, издание нескольких журналов и газет, появление национальных писателей и поэтов — все эти факторы сыграли свою роль в пробуждении общественного интереса к социальным и политическим реформам. Президент Монтт отменил майораты и поощрял религиозную терпимость.
В 1861—1891 годы у власти в Чили находилась либералы. За это время был принят ряд законов, ограничивавших привилегии земельной аристократии и церкви. Расширилась система народного образования, существенно улучшился транспорт, службы связи и коммунальные услуги; правительство поощряло иммиграцию и дальнейшее освоение земель. В конституцию были внесены поправки, которые отменяли имущественный ценз, а также запрещали президентам избираться на второй срок без перерыва и ограничивали право абсолютного вето. Самый крупный конфликт в этот период разгорелся из-за попыток ограничить власть церкви. Так же во 2-й половине XIX в. начало пробуждаться классовое самосознание трудящихся, рабочий класс вступил на путь организованной борьбы. Получил распространение марксизм, вышла в свет первая рабочая газета «Эль пролетарио» (1875).
В 1879 году Великобритания спровоцировала Чили на войну против Перу и Боливии (Вторая тихоокеанская война 1879—1883) с целью захвата крупных месторождений селитры на их территориях. В результате войны к Чили отошли перуанская провинция Тарапака и боливийская — Антофагаста. Захват Чили месторождений селитры дал толчок бурному развитию капитализма, усилилось проникновение английского капитала. В течение многих лет пошлины на вывозимую селитру составляли половину или более половины национального дохода.

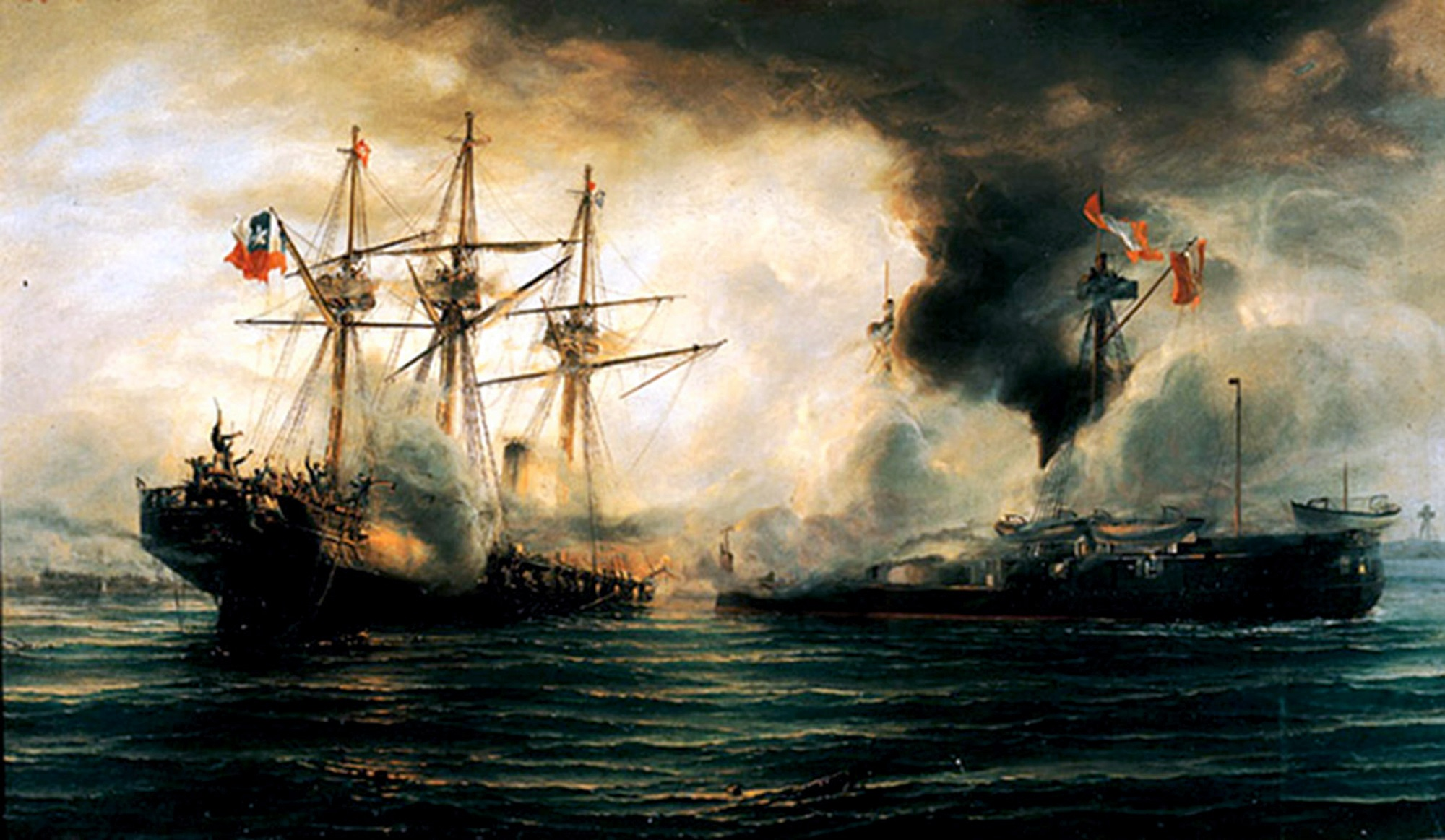
Вторая Тихоокеанская война. Битва при Икике 21 мая 1879 года

После победы во Второй Тихоокеанской войны правительство двинуло войска на юг против мапуче, в 1885 году их независимость была ликвидирована.
Приход к власти в 1886 году либерала Х. М. Бальмаседы — сторонника независимого экономического и политического развития страны, вызвал недовольство олигархии, поддерживавшейся иностранными монополиями, церковью и верхушкой военных. В результате развязанной ими гражданской войны Бальмаседа в 1891 году вынужден уйти с поста президента. Бальмаседа, укрывшийся после поражения в стенах аргентинского посольства, совершил самоубийство. К власти пришли представители финансовой и землевладельческой элиты, способствовавшие подчинению страны английскому, а с начала 20 в. американскому капиталу. Тяжёлое экономическое положение трудящихся вызвало забастовочное движение, принявшее особенно широкий размах в 1905—1907 в гг. Икике, Антофагасте, Консепсьоне. Росла организованность рабочего класса. В 1909 году создана Федерация рабочих Чили (ФОЧ), а в 1912 — Социалистическая рабочая партия. Во время Первой мировой войны 1914—1918 годов Чили сохраняла нейтралитет. Монополии США усилили проникновение в промышленность Чили, особенно в медную, укрепляя своё экономическое и политическое влияние в стране.

## Чили с 1918 года
С окончанием Первой мировой войны экспорт селитры из Чили уменьшился более чем в три раза (с 2,8 млн тонн в 1917 году до 0,8 млн тонн в 1919 году). Это привело к ухудшению экономического положения страны и активизации рабочего движения, особенно под влиянием октябрьского переворота 1917 года в России. В 1922 году Социалистическая рабочая партия была преобразована в коммунистическую партию Чили (КПЧ).
В 1920 году на президентских выборах победил Артуро Алессандри как кандидат от либеральной коалиции, представлявшей интересы среднего класса и рабочих. При нём в стране были проведены некоторые демократические реформы, в том числе 8-часовой рабочий день и обязательное социальное страхование; была принята новая конституция, провозгласившая основные демократические свободы, церковь была отделена от государства.
Середина 1920-х гг. в Чили характеризовалась политической неустойчивостью. 6 сентября 1924 года в Чили произошёл военный переворот, президент Алессандри был свергнут, к власти пришла военная хунта. В январе 1925 года очередной военный переворот, возглавленный двумя полковниками Карлосом Ибаньесом и Мармадуке Грове. Они восстановили свергнутого Алессандри на посту президента. Карлос Ибаньес занял пост военного министра в правительстве Алессандри. В марте 1925 года вышел декрет президента Алессандри о проведении в стране конституционных реформ. В сентябре 1925 года принята конституция Чили, декларировавшая общедемократические права и свободы. Новая конституция провозглашала отделение церкви от государства, вводила обязательное начальное обучение, декларировала приоритет общественного блага перед правами собственности и устанавливала подотчётность кабинета министров президенту, а не конгрессу.
Выборы 1925 года принесли успех Эмилиано Фигероа, единому кандидату консерваторов и либералов. Власть военного министра Карлоса Ибаньеса увеличилась при президенте Эмилиано Фигероа. Он стал министром внутренних дел, а в феврале 1927 отправил Фигероа в отставку, установил военную диктатуру и занял пост вице-президента.
На объявленных после отставки Фигероа президентских выборах единственным соперником Ибаньеса был коммунист Элиас Лафферте, который был сослан на отдалённый южный остров и не мог участвовать в предвыборной кампании. В марте 1927 года Коммунистическая партия Чили была объявлена вне закона. Традиционные партии не участвовали в выборах. В результате таких «выборов» 22 мая 1927 года Ибаньес набрал 98 % голосов. Ибаньес правил с помощью президентских декретов, по своему усмотрению менял депутатов, активно арестовывал политических оппонентов. Ибаньеса стали называть «Mycсолини Нового Света». Диктаторские методы правления Ибаньес сочетал с социальной демагогией, выставляя себя сторонником маленьких людей и противником олигархии. Он создал проправительственные профсоюзы — Республиканскую конфедерацию гражданского действия. Одновременно в 1927—1928 годах были арестованы руководители наиболее массового профцентра страны — ФОЧ. ФОЧ и анархо-синдикалистские организации также были объявлены вне закона. Ибаньес набрал в США кредитов и начал обширную программу общественных работ.
В начале 1930-х годов произошли выступления против диктатуры; Демонстрации, забастовки и восстания, охватившие всю страну, вынудили чилийского диктатора К.Ибаньеса подать в отставку. В июле 1931 Ибаньес бежал из страны. На президентских выборах в октябре президентом был избран единый кандидат традиционных партий (Радикальной, Консервативной и Объединённых либералов) радикал Хуан Эстебан Монтеро. Режим Х.Монтеро устроил по всей стране «охоту на коммунистов». Людей убивали на улицах, в больницах, дома за рождественским столом. Профсоюзы ответили на террор всеобщей забастовкой. К 1932 общее число безработных в стране достигло 350 тыс.человек.
3 июня 1932 году группа военных во главе с полковником Мармадуке Грове совершила переворот, свергла Монтеро, провозгласила Чили социалистической республикой. В ряде городов возникли Советы рабочих и солдатских депутатов. Через 12 дней в результате нового военного путча «социалистическая республика» пала. 16 июня 1932 года мятежные части во главе с Карлосом Давилой заняли форпост революционных сил — военную базу «Эль-Боско», затем здание Военного министерства, лишив Грове связи с его сторонниками на местах. Через два дня мятежники Карлоса Давилы захватили президентский дворец «Ла-Монеда» и арестовали революционное правительство. Мармадуке Грове и Эстебан Матте были сосланы на о. Пасхи, а Карлос Давила стал президентом страны и развернул в стране кровавый террор. В сентябре-октябре 1932 произошли ещё два военных переворота итогом которых стала амнистия политзаключённых и новые президентский выборы. В октябре 1932 президентом вновь был избран Артуро Алессандри, способствовавший укреплению позиций иностранного капитала.
В 1933 году была основана Социалистическая партия Чили, её лидером стал Мармадуке Грове. В марте 1936 году создан Народный фронт с участием Радикальной, Коммунистической и Социалистической партий.
Чили занимала видное место в гитлеровских планах проникновения в латинскую Америку. Об этом говорит хотя бы такой факт: в 1936 году экспорт из Германии в Чили составлял почти 100 миллионов золотых песо и превышал на 12 миллионов песо в эту страну из США.
В 1938 году подавлена попытка военного мятежа. Мятежникам удалось захватить университет и несколько других зданий. Однако Александри без особого труда овладел положением — карабинеры вынудили мятежников сдаться. По обвинению в участии в фашистском путче осуждён бывший президент Чили (в 1927—1931 гг) Карлос Ибаньес (вскоре был амнистирован).
Состоявшийся в апреле 1938 года конгресс левых сил выдвинул кандидатов на пост президента от партии народного фронта умеренного социалиста Педро Агирре Серду. Этот выбор отражал соотношение сил в народном фронте.
На президентских выборах 25 октября 1938 года Агирре Серда получил 222.700 голосов, Росс 218.609, то есть на 4091 голос меньше. Народный фронт одержал победу!
(Как следует из этих цифр, в голосовании участвовало всего около 15 % населения. Это объясняется тем что конституция лишала право голосовать неграмотных-более 20 % взрослого населения, граждан моложе 21 года, и солдат.)
В 1938—1952 годах у власти находятся левоцентристские правительства.
В 1938 году президентом стал кандидат Народного фронта радикал П. Агирре Серда. Правительство Агирре провело некоторые прогрессивные мероприятия (закон о труде, закон о банковском кредите для крестьян и др.), но не решилось осуществить аграрную реформу. Пост министра здравоохранения с 1939 по 1942 год занимал социалист Сальвадор Альенде.
В 1941 году Народный фронт распался. В 1942 году создан Демократический альянс — блок Радикальной, Коммунистической, Социалистической и Демократической партий, кандидат которого радикал Хуан Антонио Риос Моралес победил на выборах президента Чили 1942 года. В феврале 1945 года Чили объявила войну нацистской Германии, а в апреле 1945 года — Японской империи; фактически Чили не участвовала во Второй мировой войне.
В 1946 году президентом стал кандидат Демократического альянса радикал Габриэль Гонсалес Видела. В состав его правительства вошли представители КПЧ. Однако в обстановке холодной войны Гонсалес Видела в 1947 вывел коммунистов из правительства, разорвал дипломатические отношения с СССР (установлены в 1944 году). В 1948 году национальный конгресс принял «закон о защите демократии», по которому КПЧ, прогрессивные профсоюзы и другие демократические организации были запрещены. В экономике Чили преобладающее положение заняли американские монополии. По инициативе коммунистов в 1951 году был создан Фронт народа (исп. Frente del Pueblo), в 1953 году — Единый профсоюзный центр трудящихся, а в 1956 году — Фронт народного действия (ФРАП) (исп. Frente de Acción Popular; FRAP), в который, кроме Коммунистической и Социалистической партий, вошли представители других партий. Развернувшееся в 1954—1955 годы забастовочное движение охватило свыше 1 млн чел. Под давлением широкого движения ФРАП в 1958 году был отменён «закон о защите демократии», деятельность КПЧ легализована.
В 1952—1958 годы — правление демократически избранного президентом экс-диктатора Ибаньеса.
В июле 1957 года на базе Национальной фаланги и Социал-христианской консервативной партии была основана Христианско-демократическая партия (ХДП), ставшая влиятельной силой в центре политического спектра. Её лидером стал Эдуардо Фрей Монтальва.
На президентских выборах 1958 года кандидат ФРАП социалист Сальвадор Альенде получил 28,9 % и набрал только на 30 тыс. голосов меньше кандидата правых сил Хорхе Алессандри, получившего 31,6 %. Кандидат ХДП Эдуардо Фрей Монтальва набрал 20,7 % голосов и занял третье место. Правительство Алессандри (1958—1964) проводило политику привлечения иностранных инвестиций и подавления рабочего движения.

### Реформы во времена демократического правления
На президентских выборах 1964 года победил лидер ХДП Эдуардо Фрей Монтальва, набравший 56,1 % голосов. Кандидат левых Сальвадор Альенде получил 38,9 %. Фрей восстановил дипломатические отношения с СССР (1964), провозгласил программу реформ «Революция в условиях свободы», ключевыми из которых были аграрная реформа и «чилизация» меди (государство выкупило 51 % акций предприятий, добывающих медь).
Правительство провело давно назревшую в Чили реформу налоговой системы. До 1964 года в стране фактически не существовало земельного кадастра, имущественные и подоходные налоги уплачивались на основании заниженной во много раз стоимости земельных участков. Бюджет формировался за счёт косвенных налогов и импортных пошлин. С помощью США был создан кадастр и реформирована налоговая служба. В результате налоговой реформы прямые налоги для состоятельных слоёв были повышены на 40 %, из 167 тысяч налогоплательщиков 12 тысяч крупных землевладельцев стали платить 63 % всей суммы налога на недвижимость, который взимался по прогрессивной шкале.
В июле 1967 года Конгресс принял закон об аграрной реформе. Согласно ему подлежали экспроприации земельные площади свыше 80 гектаров орошаемой земли в случае если они не обрабатывались или обрабатывались неэффективно. Однако если земля обрабатывалась продуктивно (была составлена специальная система балльной оценки эффективности ведения хозяйства), то
собственнику оставляли до 320 га орошаемой земли. Из 260 тысяч хозяйств экспроприации подверглись 4 тысячи (1134 правительством Фрея и 3283 правительством Альенде). Именно этим 4 тысячам принадлежала половина всей сельскохозяйственной площади Чили. Земля изымалась за выкуп, однако оценка её стоимости базировалась на данных самих землевладельцев, по которым они ранее выплачивали налог на недвижимость. Почти все землевладельцы в прошлом занижали стоимость земли во много раз, что теперь обернулось против них же. Именно этот пункт аграрной реформы вызвал самое яростное противодействие крупных земельных собственников и их политического лобби в Конгрессе — Либеральной и Консервативной партий. К тому же правительство оплачивало наличными только небольшую часть стоимости (от 1 до 10 %) экспроприированных участков, за остальную долю собственник получал государственные облигации с 3 % годовых со сроком погашения в 5, 25 и 30 лет. Каждый год стоимость облигаций индексировалась в зависимости от роста цен. Экспроприированная земля передавалась не в частную собственность крестьян и батраков, а «асентамьентос» — производственным кооперативам. По истечении трёх-пяти лет члены «асентамьентос» должны были принять решение: сохранить свой кооператив или поделить землю в частную собственность.

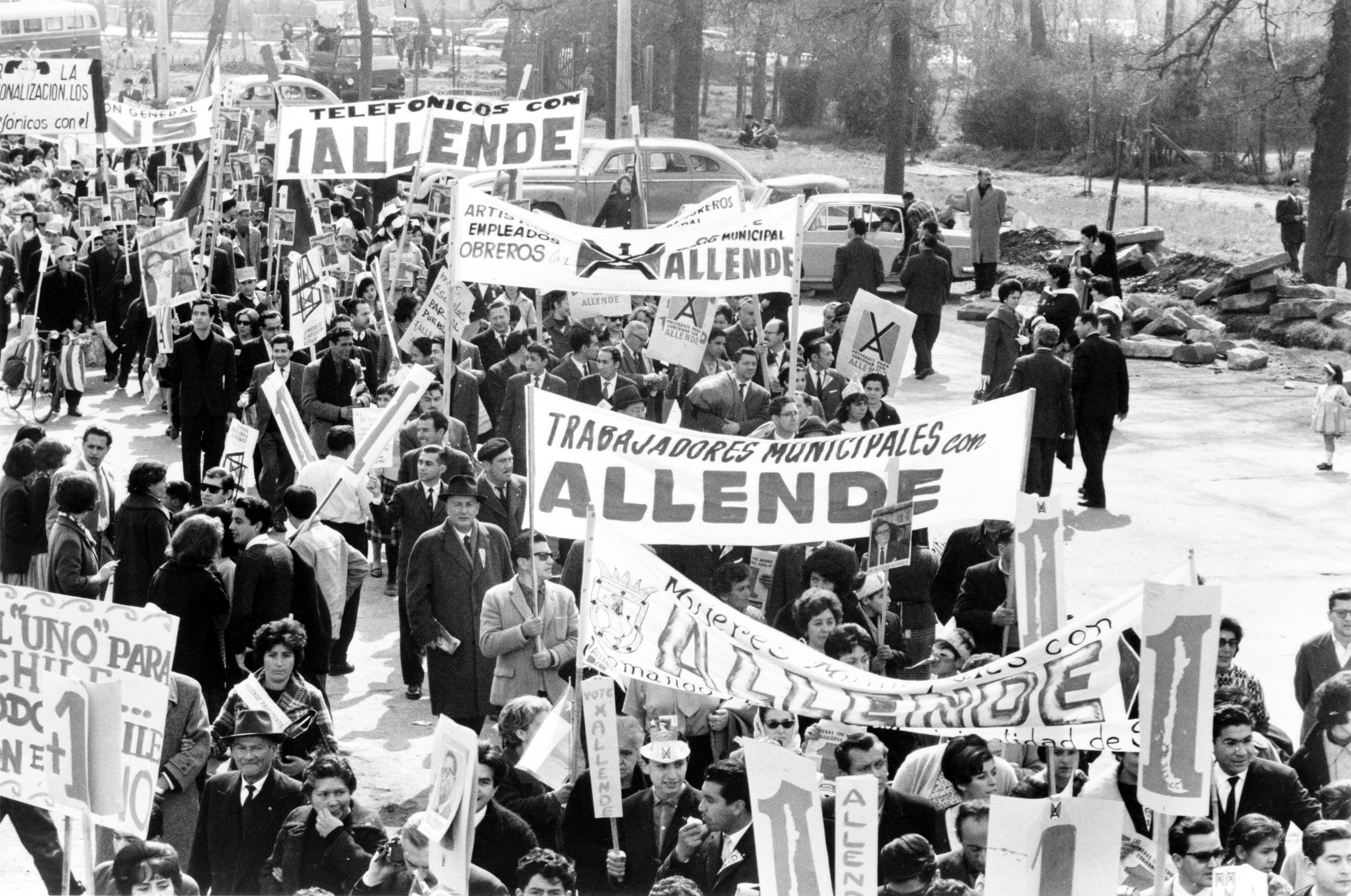
Демонстрация в поддержку С.Альенде

## Чили в 1970—1973 годы

### Сальвадор Альенде
В декабре 1969 году Коммунистическая, Социалистическая, Радикальная, Социал-демократическая партии, Движение единого народного действия (МАПУ) и Независимое народное действие образовали блок «Народное единство», который накануне президентских выборов 1970 выдвинул программу коренных социально-экономических преобразований.
На президентских выборах 1970 года кандидат блока «Народное единство» социалист Сальвадор Альенде хотя и получил на 2,3 % меньше, чем на предыдущих президентских выборах, занял первое место с 36,6 % голосов, опередив на 1,3 % кандидата Национальной партии Хорхе Алессандри. Лидер левого крыла ХДП, выдвинутый кандидатом от своей партии, Радомиро Томич занял третье место, набрав 28,1 % голосов. По чилийской Конституции президента из двух кандидатур, набравших наибольшее количество голосов, должен был 24 октября 1970 года избрать Конгресс. В Конгрессе у «Народного единства» было только 80 мест из 200, Национальная партия имела 45 мест, ХДП 75. Таким образом, судьба будущего президента находилась в руках христианских демократов. 23 сентября 1970 года руководство ХДП передало Сальвадору Альенде документ «Позиция Христианско-демократической партии в связи с пленарным заседанием Конгресса». В документе от Альенде требовали юридически обязательных гарантий сохранения свободы слова, невмешательства в систему военных назначений, отказа от создания параллельных армии военных формирований типа рабочей милиции, сохранения неполитического характера школ и университетов, обещания не вводить цензуру и не национализировать средства массовой информации. В обмен на такого рода гарантии фракция ХДП в Конгрессе была готова поддержать Альенде на выборах 24 октября. Альенде дал такие гарантии, подписав «Статут о конституционных гарантиях», и 24 октября был избран Конгрессом президентом, получив голоса депутатов фракции ХДП.
В ноябре 1970 года Альенде сформировал правительство с участием представителей всех партий, входивших в блок «Народное единство». Правительство Альенде национализировало меднорудные предприятия, принадлежавшие компаниям США, была ограничена деятельность промышленной, помещичьей и финансовой структур экономики, осуществлялась национализация крупных земельных участков чилийских фермеров. Были восстановлены дипломатические отношения с Кубой и установлены дипломатические отношения с социалистическими странами. С помощью денежной эмиссии, сотрудникам национализированных предприятий, госслужащим и пенсионерам подняли зарплаты и пенсии, что привело к гиперинфляции и стремительному повышению цен на товары и услуги. Правительство вскоре стало испытывать нехватку средств на осуществление своей программы; чтобы не допустить сокращения расходов, оно начало покрывать дефицит бюджета за счёт печатания денег, а чтобы не допустить рост цен, приступило к контролю над ценами на товары и услуги. Это привело вначале к повышению цен и серьёзному дефициту, а чуть позже к исчезновению товаров с полок магазинов. Возник «чёрный рынок». Деятельность правительства привела к серьёзным экономическим трудностям.

### Кризис 1972—1973 годов
1971—1973 годы ознаменовались непрерывным нарастанием кризисных тенденций в политической жизни и экономике Чили. Саботаж на крупных промышленных предприятиях, вывод финансовых ресурсов из страны вынудили правительство прибегнуть к ускоренной национализации банков и крупных горнодобывающих компаний. Однако это не смогло предотвратить гиперинфляцию, нехватку товаров и продовольствия. На улицах Сантьяго выстраивались очереди за продуктами, правительство прибегло к организации распределительного снабжения горожан. Крестьянам, наделённым землёй в ходе аграрной реформы, назначили квоты на урожай, передаваемые правительственному агентству по фиксированным ценам.
11 июля 1971 года Конгресс единогласно принял подготовленный правительством законопроект — поправку к Конституции о полной национализации меднорудной промышленности (по этому вопросу существовал общенациональный консенсус и государственная собственность в этой отрасли сохранялась и при Пиночете). Отказ правительства Народного единства выплатить компенсацию американским горнодобывающим компаниям — собственникам национализированных медных рудников привёл к обострению отношений с США, которые пролоббировали введение эмбарго на чилийскую медь, арест имущества Чили за рубежом, кредитный бойкот со стороны банков и международных финансовых организаций. В 1972 годуи президент Альенде выступил на сессии ООН с заявлением о том, что против его страны ведётся кампания экономического удушения. С согласия президента США Никсона, ЦРУ разработало т. н. «Сентябрьский план», предусматривавший оказание поддержки оппозиционных правительству Народного единства групп.
В 1972—1973 годах страну охватили массовые выступления и волна забастовок, в том числе парализовавшая экономику забастовка грузоперевозчиков. Ультраправые группы прибегли к тактике террора. Их боевики взрывали штаб-квартиры левых, демократических и профсоюзных организаций, грабили банки и убивали неугодных. Молодёжное движение «Родина и свобода» («Patria y Libertad», PyL) совместно с ВМС разработало план дезорганизации власти, включавший диверсии на объектах инфраструктуры — мостах, нефтепроводах, линиях электропередач; в июне 1973 г. члены PyL поддержали El Tancazo (исп. «Танковый переворот») — попытке переворота предпринятой подполковником Роберто Супером. Обструкции подвергались лояльные Альенде военные лидеры.
Законодательные инициативы правительства Альенде блокировались парламентским большинством, не принадлежавшим к «Народному единству». Парламентские выборы в марте 1973 г. подтвердили тенденцию к поляризации общества — блок «Народное единство» получил 43,7 % голосов при голосовании за кандидатов в Палату депутатов, оппозиционная «Конфедерация за демократию», в которую вошли ХДП, Национальная партия и ряд других партий — 56 %. 26 мая 1973 г. Верховный Суд обвинил режим Альенде в разрушении законности в стране. 22 августа 1973 года. Национальный конгресс принял «Соглашение палаты», резолюцию, объявившую правительство вне закона, и обвинявшую Альенде в нарушении конституции. Фактически, «Соглашение» призывало вооружённые силы к неподчинению властям, пока они «не встанут на путь законности». Оппозиция не располагала 2/3 голосов необходимыми для отстранения Альенде от власти.
В условиях острого внутриполитического кризиса Сальвадор Альенде колебался между объявлением плебисцита о доверии и давлением со стороны радикальных элементов, требовавших ускорить реформы, обсуждавших проекты полной экспроприации капиталистической собственности, учреждения так называемого народного правосудия и формирования демократической армии.

### Военный переворот 11 сентября 1973 года
Высшие военные круги Чили при поддержке ЦРУ решили воспользоваться кризисом для устранения действующего правительства путём переворота. Командующий вооружёнными силами генерал Аугусто Пиночет выдвинул лозунг «Я или хаос».
Военный переворот начался 11 сентября 1973 г. в 7.00 утра захватом порта Вальпараисо военно-морскими силами. В 8.30 утра военные объявили об установлении контроля над Чили и о низложении президента. К 9.00 под контролем сторонников Альенде оставался лишь президентский дворец Ла Монеда. Президент Альенде четырежды отверг предложения отказаться от руководства страной без кровопролития и с так называемым «предоставлением гарантий безопасности». По радио «Порталес» было передано обращение Альенде со словами: «Я заявляю, что не уйду со своего поста и своей жизнью готов защищать власть, данную мне трудящимися!».
Заявление лидеров переворота от 11 сентября 1973 года гласило:

…вооружённые силы требуют…
- Президент Республики (Альенде) незамедлительно передаёт свои полномочия чилийским вооружённым силам.
- Чилийские вооружённые силы едины в своей решимости, взять на себя ответственную историческую миссию и ведению борьбы по освобождению отечества от марксистских убеждений.
- Трудящиеся Чили не должны опасаться за то, что экономическое и социальное благосостояние страны, которое было достигнуто на сегодняшний день, существенно изменится.
- Пресса, радио и телевидение должны немедленно прекратить распространение информации, в противном случае против них будет применено нападение либо с суши либо с воздуха.
- Население Сантьяго де Чили должно оставаться в своих домах, чтобы не пролилась кровь невинных людей.

Генерал Аугусто Пиночет…

В ходе последовавшего штурма дворца Ла Монеда президент Альенде совершил самоубийство (факт самоубийства был окончательно установлен после эксгумации его останков в 2011 году, до этого высказывались предположения, что он мог быть убит). Официально состояние «осадного положения», введённого для совершения переворота, сохранялось в течение месяца после 11 сентября.

## Эра Пиночета

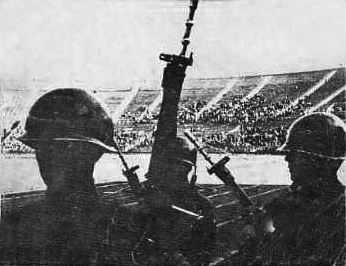
Национальный стадион в Сантьяго в качестве концентрационного лагеря после переворота 11 сентября 1973 года

### Политика военного правительства
До декабря 1974 года Пиночет оставался главой военной хунты, а уже с декабря 1974 года по март 1990 года пребывал на посту президента Чили, являясь одновременно главнокомандующим вооружёнными силами страны. Со временем он сумел сосредоточить в своих руках всю полноту власти, устранив всех своих конкурентов — генерал Густаво Ли получил отставку, адмирал Мерино, формально остававшийся в составе хунты, со временем был лишён всякой власти, министр внутренних дел генерал Оскар Бонилья погиб в авиакатастрофе при невыясненных обстоятельствах. Летом 1974 года был принят закон «О юридическом статусе правительственной хунты», в котором Пиночет провозглашался верховным носителем власти. Он был наделён широкими полномочиями, в том числе правом единолично объявлять осадное положение, одобрять или отменять любые законы, назначать и смещать судей. Его власть не ограничивалась ни парламентом, ни политическими партиями (хотя продолжала формально ограничиваться другими членами хунты). Ещё 21 сентября 1973 года, согласно президентскому декрету-закону, был распущен Национальный Конгресс Чили, как было заявлено, вследствие невозможности «соблюдать в настоящее время законодательные требования, предъявляемые к установленной процедуре принятия законов».
С первых дней своего правления военный режим объявил состояние «внутренней войны». Пиночет заявил: «Из всех наших врагов главным и наиболее опасным является коммунистическая партия. Мы должны разрушить её сейчас, пока она реорганизуется по всей стране. Если нам это не удастся, она рано или поздно уничтожит нас». Инструментом политических репрессий являлись спецслужбы ДИНА (1973—1977) и СЕНИ (1977—1990). Директор ДИНА Мануэль Контрерас в 1974—1976 являлся одним из самых влиятельных государственных руководителей. Были учреждены военные трибуналы, заменившие гражданские суды, созданы тайные центры пыток (Londres 38, Колония Дигнидад, Вилла Гримальди) несколько концлагерей для политзаключённых. Были произведены казни наиболее опасных из противников режима — на стадионе «Сантьяго», в ходе операции «Караван смерти» и других. Сильным ударом по КПЧ стала спецоперация ДИНА на улице Конференция в 1976 году. Репрессии, незаконное лишение свободы и пытки политических противников продолжались на протяжении всего периода правления Пиночета. Репрессии продолжались и в 1980-х, в том числе тайные убийства. В начале 1982 были убиты популярные оппозиционные лидеры — экс-президент Эдуардо Фрей Монтальва и профсоюзный деятель Тукапель Хименес Альфаро.
Хунта отменила многие преобразования, совершённые президентом Альенде, возвратила земли латифундистам, предприятия — их прежним владельцам, выплатила компенсацию иностранными компаниям. Были разорваны дипломатические отношения с СССР и другими социалистическими странами.

### Экономические реформы
В области экономики Пиночет выбрал наиболее радикальный путь «чистой» транснационализации. «Чили — страна собственников, а не пролетариев» — не уставал повторять Пиночет. Вокруг него сложилась группа чилийских экономистов, многие из которых учились в Чикаго под руководством Нобелевского лауреата профессора Фридмана и профессора Арнольда Харбергера. Они разработали применительно к Чили программу перехода к свободной рыночной экономике. Сам Фридман придавал большое значение чилийскому эксперименту и неоднократно посещал страну.
Начало стабилизации происходило в условиях гиперинфляции, дефицита платёжного баланса, неблагоприятной внешнеэкономической конъюнктуры. Но отступать никто не хотел, было решено добиться стабилизации любой ценой, а именно: с помощью «шоковой терапии», рекомендованной МВФ. В результате:
- прекращалось государственное финансирование нерентабельных предприятий,
- резко снижалась реальная зарплата,
- сводился к минимуму общественный спрос, объём общих расходов уменьшился на одну треть,
- сократились наполовину государственные инвестиции,
- активно шёл процесс приватизации.

Основные показатели первого этапа:
- устойчивые темпы роста ВВП (примерно 6 % в год). С 1977-го по 1981-й год 80 % экономического роста касалось сферы услуг[10].
- снижение втрое дефицита платёжного баланса;
- ликвидация дефицита госбюджета;
- снижение инфляции до 30 % в год;
- оживление динамики промышленного производства;
- модернизация государственного аппарата в сторону роста эффективности управления и сокращении числа занятых в нём.

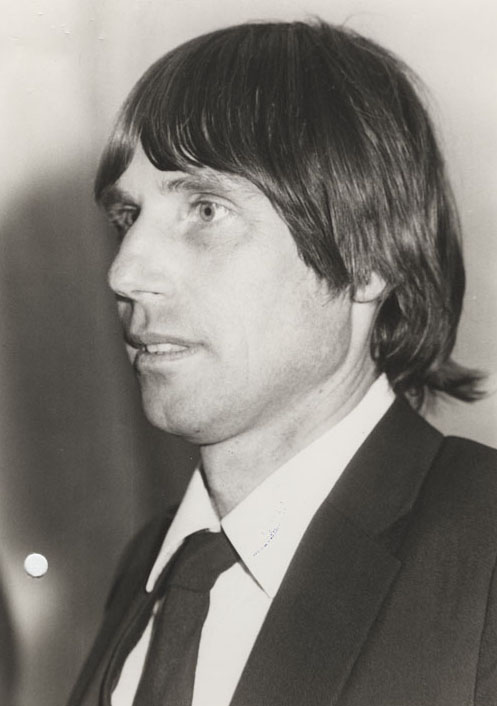
Эрнан Бучи — один из авторов экономических реформ Пиночета

Итоги первого этапа внедрения неолиберальной модели открытой рыночной экономики в Чили, помимо перечисленных достижений, в целом нельзя признать успешными. Среднегодовые темпы прироста ВВП Чили за 17 лет диктатуры были ниже среднего — 1,6 %, в то время как за последующие 17 лет демократии — 4,4 %. «Шоковая терапия» лишь позволила экономике восстановиться после обвала на 13 % в 1975 году. Рост ВВП не сопровождался структурной трансформацией экономики и созданием новых высокотехнологичных отраслей.. Негативными последствиями реформ были:
- рост внешнего долга (почти в пять раз),
- сокращение государственных инвестиций (ниже уровня 1960-х гг.),
- сохранение достаточно высокого потолка инфляции;
- подрыв национальной промышленности (снижение доли в ВВП на 6 %) и особенно её обрабатывающих отраслей (ниже уровня 1973 г.),
- ущемление традиционных предпринимательских кругов;
- высокий уровень безработицы;
- падение средней реальной заработной платы (ниже уровня 1970 года);
- маргинализация и обнищание населения;
- усиление концентрации доходов на одном полюсе общества и социального расслоения на другом (на долю 4,2 % наиболее обеспеченных слоёв приходилось 60,4 % всех доходов при среднегодовом доходе на душу населения 1510 долл.).

На экономическую политику Чили 1980-х годов серьёзно повлиял мировой экономический кризис начала 1980-х. К середине 80-х стало ясно, что для поступательного успешного развития чилийской экономики возврат к чисто монетаристской модели и курсу на открытую рыночную экономику нуждается в корректировке. Появление более гибкого «разумного монетаризма» связано с именем министра финансов Чили Э. Бучи. Результаты антикризисных мер и последующего «разумного монетаризма» середины и второй половины 80-х годов были впечатляющими:
- инфляция снизилась до среднемирового уровня 9—15 %;
- темпы роста ВВП поднялись в 1984—1988 гг. до 6 %, в 1989 — до 8,5 %; безработица сократилась на 9 % ;
- удалось выплатить по внешней задолженности 2 млрд долл., сократив тем самым сумму внешнего долга на 7 % (1988 г.).

### Конфликт с Аргентиной
В декабре 1978 года появилась угроза войны между Аргентиной и Чили. «Яблоком раздора» стал пограничный спор по поводу владения островами Пиктон, Леннокс и Исла-Нуэва (исп. Picton, Lennox, Nueva) в проливе Бигл и области морской юрисдикции, связанной с этими островами. Острова стратегически расположены с южной стороны Огненной Земли и в проливе Бигл, хотя, возможно, страны боролись больше не за сами территории, а за обладание нефтью, залежи которой в немалом количестве присутствуют на островах.
Первые официальные аргентинские требования о передаче Аргентине островов, которые всегда находились под чилийским контролем, были выдвинуты ещё в 1904 году. Конфликт прошёл несколько фаз: с 1881 года — чилийские острова; с 1904 года — спорные острова; прямые переговоры, представленные обязательному международному трибуналу; снова прямые переговоры; балансирование на грани войны.
Конфликт был решён через посредничество Папы Римского, и в 1984 году Аргентина признала острова чилийской территорией. Соглашение 1984 года решило также несколько сопутствующих очень важных вопросов, включая навигационные права, суверенитет по другим островам в архипелаге, определение границ Магелланова пролива и морских границах на юге — мысе Горн и вне его. 2 мая 1985 года подписано соглашение о границах, согласно которому все три острова вошли в состав Чили.

### Переход к демократии
В январе 1978 года Пиночет провёл референдум о доверии к себе и получил 75 % голосов в свою поддержку. Обозреватели назвали это крупной политической победой Пиночета, чья пропаганда умело использовала антиамериканизм чилийцев, их приверженность таким ценностям, как достоинство нации и суверенитет. Впрочем, не исключалась возможность фальсификации со стороны режима.
В августе 1980 года состоялся плебисцит по проекту конституции. «За» было подано 67 % голосов, против — 30 %. С марта 1981 года конституция вступила в силу, однако осуществление её основных статей — о выборах, конгрессе и партиях — откладывалось на восемь лет; Пиночет без выборов был объявлен «конституционным президентом на восемь лет с правом переизбрания на последующие восемь лет».
В 1981 году — начале 1982 года после кратковременного подъёма экономическая ситуация в стране вновь ухудшилась. Тогда же Пиночет отказался рассматривать «Национальное соглашение о переходе к демократии». В начале июля 1986 года в Чили прошла всеобщая забастовка.
7 сентября 1986 года Патриотическим Фронтом имени Мануэля Родригеса было совершёна неудачная попытка убийства диктатора.
На 5 октября 1988 года был назначен промежуточный плебисцит, предусмотренный конституцией 1980 года. После объявления о предстоящем плебисците глава хунты заверил будущих избирателей, что все политические силы, включая оппозиционные, получат право контролировать ход голосования. Власти отменили чрезвычайное положение, разрешили возвратиться в страну бывшим депутатам и сенаторам, руководителям некоторых левых партий и профсоюзов, объявленным ранее «государственными преступниками». Было разрешёно возвратиться в Чили и Ортенсии Бусси — вдове Сальвадора Альенде. 30 августа члены хунты, после недолгих дебатов, единогласно назвали кандидатом в президенты Аугусто Пиночета, ему оставалось лишь согласиться. Его назначение единственным кандидатом вызвало взрыв возмущения в Чили. В столкновениях с карабинерами погибли 3 человека, 25 получили ранения, 1150 демонстрантов были арестованы. Оппозиционные силы страны к моменту проведения плебисцита консолидировались, действовали более решительно и организованно. На заключительный митинг на Панамериканском шоссе собралось более миллиона человек — это была самая массовая манифестация за всю историю Чили. Когда опросы общественного мнения стали предсказывать победу оппозиции, Пиночет стал проявлять явные признаки беспокойства. Чтобы привлечь избирателей, он объявил о повышении пенсий и зарплат служащим, потребовал от предпринимателей снизить цены на социально значимые продукты питания (хлеб, молоко, сахар), назначил 100 % дотацию на холодное водоснабжение и канализацию, пообещал раздать крестьянам те земли, которые пока ещё принадлежат государству.
На плебисците, как показали подсчёты, около 55 % избирателей отдали свои голоса против диктатора. За предоставление Пиночету возможности находиться во главе Чили ещё 8 лет высказалось свыше 43 % избирателей. Через две недели после плебисцита был смещён со своего поста близкий друг и соратник Пиночета — Серхио Фернандес, который был объявлен чуть ли не главным виновником поражения. Вместе с Фернандесом глава хунты сместил ещё восемь министров, проведя тем самым крупную чистку в правительстве. Выступая по радио и телевидению, Пиночет оценил итоги голосования как «ошибку чилийцев», однако заявил, что признаёт вердикт избирателей и будет уважать результаты голосования.

## Демократическая Чили

### Президентство Патрисио Эйлвина (1990—1994)
На первых после демонтажа диктатуры президентских выборах в декабре 1989 года христианский демократ Патрисио Эйлвин победил фаворита хунты, министра финансов в 1985—1989 годах Эрнана Бучи. Интересно, что Эйлвин был жёстким оппонентом Альенде в своё время и даже оправдывал вмешательство военных в политику. При его президентстве была создана новая спецслужба Офис во главе с социалистом Марсельо Шиллингом, которая за полтора-два года практически ликвидировала ультралевое террористическое подполье.

### «Комиссия по установлению истины»
Как и во многих других странах Латинской Америки, таких как Сальвадор, Гватемала, Перу, в Чили была создана Национальная комиссия правды и примирения. В 1991 году она завершила свою работу и опубликовала итоги.

### Президентство Эдуардо Фрея (1994—2000)
Кандидат от КПД председатель ХДП Эдуардо Фрей Руис-Тагле (сын Эдуардо Фрея Монтальва) был избран президентом Чили в 1993 году, набрав 58 % голосов.

### Президентство Рикардо Лагоса (2000—2006)

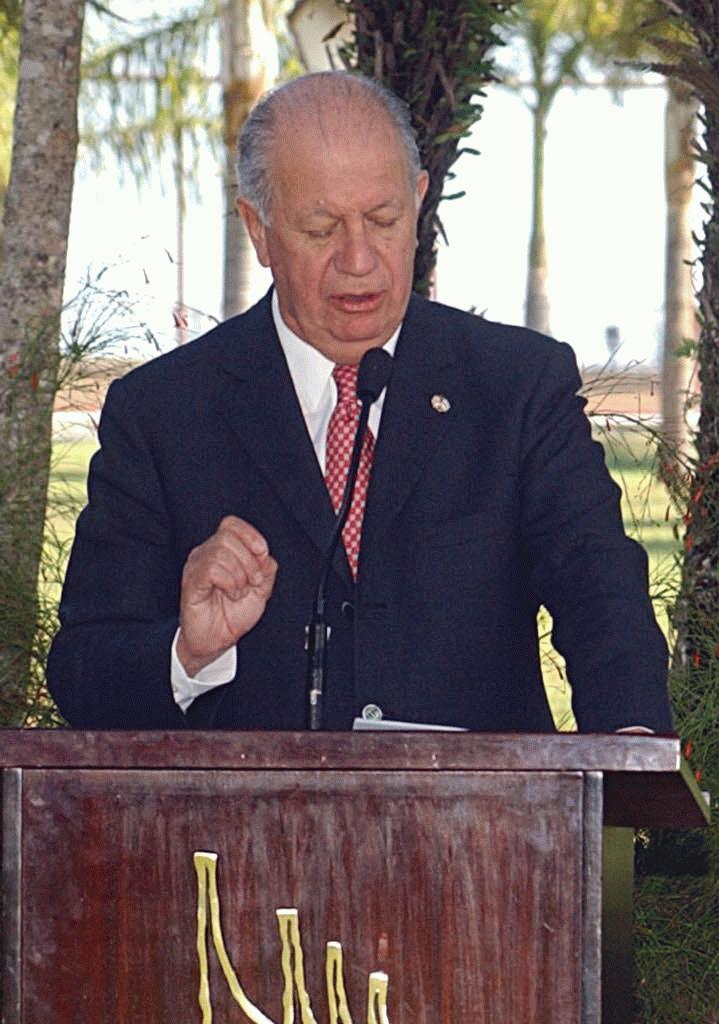
Рикардо Лагос

В 1999 году кандидатом от Коалиции партий за демократию стал социалист Рикардо Лагос, выигравший это право в борьбе с христианским демократом Андресом Зальдиваром. В ходе первого раунда выборов ни один кандидат не набрал необходимых 50 % голосов, в ходе повторных выборов в январе 2000 года Лагос одержал победу над своим соперником Хоакином Лавином Инфанте (кандидат от «правых»), набрав по итогам выборов 51,3 % голосов, и стал вторым после Альенде президентом Чили от партии социалистов.

#### Комиссия по расследованию пыток
30 ноября 2004 года чилийской государственной Комиссией по делам политических заключённых и пыткам (Comisión Nacional sobre Prisión Politíca y Tortura) был обнародован доклад (так называемый Доклад Валеча) о чудовищных преступлениях режима Пиночета, в котором был освещён тот аспект существования режима, который в своём докладе опустила ранее исследовавшая вопрос комиссия Реттига, а именно пытки. В докладе подтверждается информация о том, что люди, заподозренные режимом в причастности к «левым» движениям или оппозиции в целом, похищались полицией, подвергались пыткам и уничтожались. В докладе также подтверждается, что подобные действия происходили регулярно, не были исключениями, и в пытках были задействованы все вооружённые формирования и секретные службы. Методы пыток постоянно совершенствовались. Один из высокопоставленных чиновников в силовых структурах — главнокомандующий армии генерал Хуан Эмилио Чейре — подтвердил систематическую вину армии в участии в пытках.

### Конституционная реформа
В 2005 году была произведена объёмная конституционная реформа, устранившая недемократические элементы и также многочисленные привилегии военным.

### Президентские выборы 2006 года

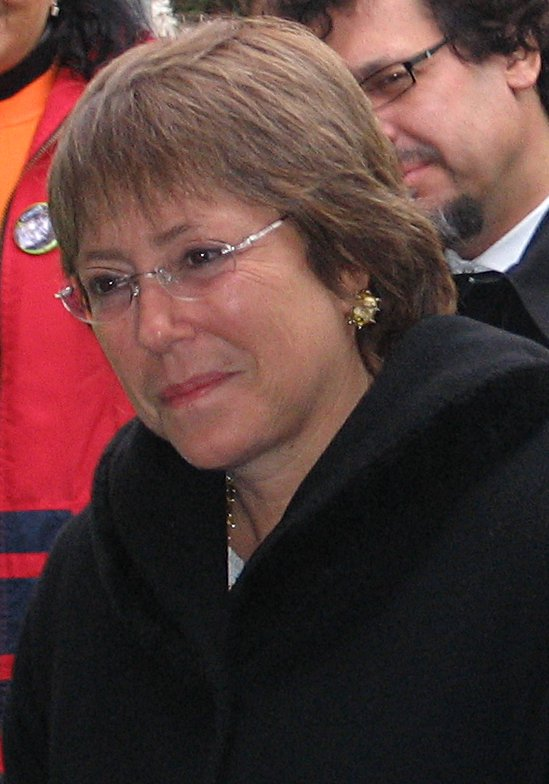
Мишель Бачелет

После первого раунда президентских выборов в декабре 2005 года ни один из кандидатов не смог набрать необходимого абсолютного большинства голосов. 15 января 2006 года в ходе второго раунда выборов социалистка Мишель Бачелет, кандидат от КПД, одержала победу над кандидатом правоцентристского Альянса за Чили Себастьяном Пиньера, набрав 53,5 % голосов избирателей и став первой женщиной-президентом Чили.

### Президентские выборы 2010 года
Во втором туре президентских выборов, состоявшемся 17 января 2010 года, наибольшее число голосов избирателей получил кандидат от правоцентристского Альянса за Чили Себастьян Пиньера, победивший кандидата от КПД христианского демократа экс-президента Эдуардо Фрея Руис-Тагле. За Себастьяна Пиньера проголосовали 51,61 процента избирателей, за кандидата от КПД — 48,38 процента. Во время предвыборной борьбы оба кандидата проявляли необычайную вежливость и учтивость, постоянно обмениваясь комплиментами и любезностями.

### Землетрясение в Чили (2010)
27 февраля 2010 года у побережья Чили произошло мощное землетрясение магнитудой 8,8, жертвами которого стало более 800 человек, 1200 — пропало без вести, более двух миллионов человек остались без крова. Сумма ущерба, по разным оценкам, составила от 15 до 30 млрд долларов. Особенно сильно пострадал один из старейших городов страны Консепсьон, близ которого располагался эпицентр землетрясения.

### Второе президентство Мишель Бачелет
На президентских выборах 2013 года вновь победила Мишель Бачелет.
9 мая 2014 года прошли первые крупные студенческие протесты с требованием провести реформы в сфере образования после вступления Мишель Бачелет в должность президента. Полиция водомётами разогнала манифестантов, что вылилось в беспорядки.

### Второе президентство Себастьяна Пиньера
На президентских выборах 2017 года вновь победил Себастьян Пиньера.
В октябре 2019 года в Сантьяго началась скоординированная кампания протестов учащихся средних школ в метрополитене в ответ на очередное подорожание проезда на метро. Молодые люди стали перепрыгивать через турникеты, их останавливала полиция, что привело к столкновениям и стихийным демонстрациям. Далее последовали захваты главных железнодорожных станций города и открытые столкновения с полицией. 18 октября президент Чили Себастьян Пиньера объявил чрезвычайное положение, санкционировав развёртывание сил чилийской армии в основных регионах для обеспечения порядка. В результате протестов погибли, по меньшей мере, 15 человек, 62 полицейских и 15 гражданских получили ранения.

### Президентство Габриэля Борича
На выборах 2021 года президентом был избран Габриэль Борич, левый политик, номинированный политической коалицией «Одобряю достоинство».
Осенью 2019 года в результате акций протеста населения политические силы Чили пришли к соглашению о необходимости разработки новой конституции страны, и уже через год состоялся референдум, на котором жители страны поддержали эту идею. Работу по созданию нового проекта летом 2021 года начало Конституционное собрание. Выработанный им проект новой конституции сделал основной акцент на социальных правах граждан, сохранении окружающей среды и гендерном равенстве.
Однако на референдуме 4 сентября 2022 года большинство граждан Чили (62 %) проголосовали против принятия этого проекта. Многих чилийцев, в частности, испугало, что по проекту конституции понятие «чилийцы» де-факто предлагалось убрать, а вместо него дать определение Чили как страны 11 наций и дать больше свобод индейским автономиям.